# 危険思想
危険思想（きけんしそう）とは、国家や社会の存立や秩序に危険な影響を及ぼすとみなされるような思想に対する呼称。

## 概要
何を「危険」とみなすかは国、時代、立場などにより異なるが、一般的には当時の社会において急進主義的または過激主義的な傾向を持つと考えられた政治思想、哲学、宗教、民族主義などに対して使用される場合がある。
近代以前の多くの社会や、近代以降でも前近代的な社会や独裁国家では民主主義、自由主義、平等主義などは危険思想とみなされ、近代以降では政治的な極左、極右、全体主義などが危険思想と呼ばれる場合がある。
「危険思想をいだく人物。」「油断のならない人物。何をしでかすかわからない人物。」は危険人物である。

## 日本
日本では明治30年代以降に「思想」は人生問題を中心とする内心の煩悶を示す言葉ともなり、西欧近代思想が本格的に研究されると広く社会問題を論じ社会改革を主張するものを特に「思想」と呼ぶようにもなり、更に「危険思想」などの言葉が生まれた。「民主主義」は天皇制に反するとして「民本主義」との訳語も使用された。
大日本帝国憲法では表現の自由などは「法律ノ範囲内ニ於テ有ス」（第29条）とされ、思想信条の自由も法律の制限がかけられた。治安警察法や治安維持法は当初は無政府主義や社会主義などに適用されたが、次第に自由主義や政府批判なども官憲の取締り・弾圧対象となった。
1920年代に芥川龍之介は『侏儒の言葉』で以下を記した。
1933年の滝川事件（京大事件）では右翼や民政党議員が滝川を批判し、後に久野収は以下の回顧を記した。
第二次世界大戦終結後、1946年6月に国会で第1次吉田内閣文部大臣の田中耕太郎は以下発言を行った。
1947年発効の日本国憲法では思想・良心の自由が明記され、法的には「危険思想」は存在しなくなった。しかし1950年に単独講和を進める内閣総理大臣の吉田茂は、全面講和を主張する日本社会党に対して以下発言を行い、国会等で議論となった
国民民主党の井出一太郎は国会で吉田に以下批判を行った。